# 常树人
常树人（1915年—1984年），男，山东泰安人，中华人民共和国军事人物，中国人民解放军少将，曾任中国人民解放军海军后勤部副部长。